# Angus T. Jones
Angus Turner Jones (n. 8 octombrie 1993, Austin, Texas, SUA) este un actor american, cunoscut pentru rolul Jake Harper din serialul american Doi bărbați și jumătate. A mai apărut și în serialul Hannah Montana cu rolul lui TJ. El a părăsit serialul Doi bărbați și jumătate datorită convertirii sale la Biserica Adventistă de Ziua a Șaptea.

## Filmografie
- Simpatico (1999) - Five-Year-Old
- See Spot Run (2001) - James
- Dinner with Friends (2001) - Sammy
- ER (2001) - Sean Gattney
- The Rookie (2002) - Hunter Morris
- Bringing Down The House (2002) - Georgie Sanderson
- Audrey's Rain (2003) - Tye Powell
- George of the Jungle 2 (2003) - George of the Jungle Jr.
- Doi bărbați și jumătate (2003-2013) - Jake Harper
- The Christmas Bleesing (2005) - Charlie Bennett
- Hannah Montana (2010) - T.J.